# Geografie

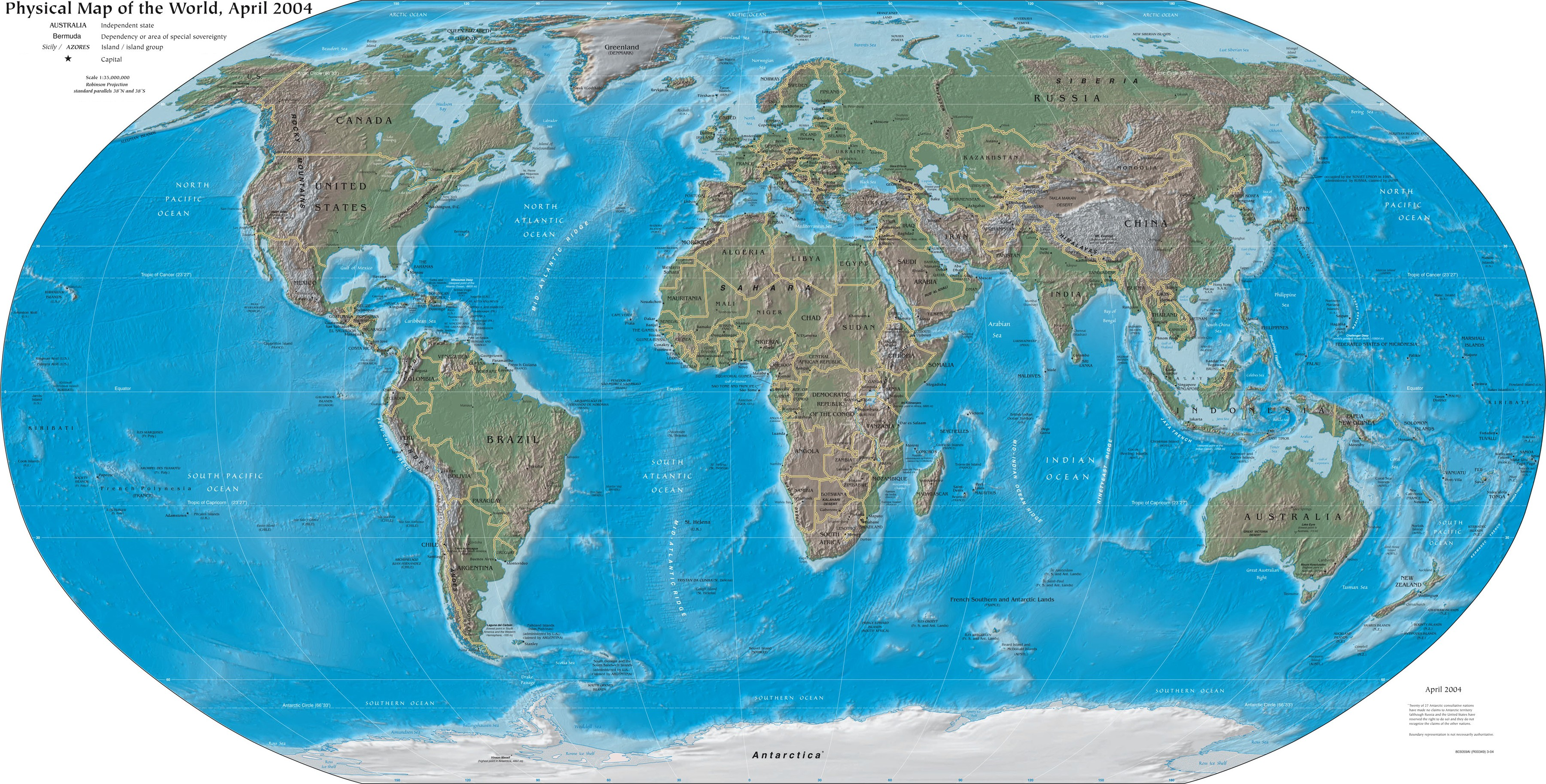
Harta Pământului

Geografia (din grecescul γεωγραφία—geographia, însemnând „a descrie pământul”) este știința care studiază relieful, terenurile, trăsăturile, locuitorii și fenomenele Pământului. O traducere literală ar fi „să descrii sau să scrii despre Pământ”. Prima persoană care a folosit cuvântul „geografie” a fost Eratosthenes (276—194 î.Hr.). Patru direcții tradiționale ale cercetării în domeniul geografiei sunt analiza spațială a fenomenelor naturale și umane (geografia ca un studiu al distribuției), studiul fizic (al locurilor și regiunilor), studiul relației dintre om și uscat și cercetarea în domeniul științelor Pământului. Cu toate acestea, geografia modernă este o disciplină cuprinzătoare care încearcă să înțeleagă Pământul cu toate complexitățile sale naturale și artificiale — nu doar unde sunt obiectele, dar și cum au fost create și cum vor fi. Ca „legătură dintre om și științele fizice”, geografia este divizată în două mari ramuri, geografia umană și geografia fizică.Geografia umană se ocupă cu studiul oamenilor, comunităților, culturilor, economiei, precum și studiul interacțiunilor oamenilor cu mediul.

## Istoric
Anaximandru din Milet (cca. 610 î.Hr. – cca. 545 î.Hr.), se pare că este menționat de către istoricii greci ca fiind adevăratul fondator al geografiei. Se consideră că Anaximandru este inventatorul unui instrument, cu care grecii puteau să măsoare latitudinea. De asemenea se crede că  Anaximandru este primul om care a prezis eclipsa de soare.
Tot grecii au fost cei care pentru prima oară au explorat geografia atât ca știință cât și ca artă, acest lucru realizându-se prin intermediul cartografiei, filosofiei, literaturii sau chiar al matematicii. În privința  primei persoane care a afirmat că forma Pământului este sferică există semne de întrebare, crezându-se că primul care a făcut-o ar fi Parmenides sau Pitagora. Primul om care a demonstrat într-adevăr că Pământul este sferic a fost Anaxagoras, demonstrând acest lucru prin intermediul fenomenului de eclipsă. Totuși el încă a continuat să creadă că Pământul este doar un disc plat, ca mulți dintre contemporanii săi. Prima estimare a mărimii razei Pământului a fost făcută de către filozoful grec Eratostene.
Primul sistem riguros de linii latitudinale și longitudinale a fost facută de catre Hipparchus. El a creat un sistem sexazecimal derivat din matematica babiloniană. Paralelele și meridianele erau divizate în 360°, fiecare grad având distanța de 60′ (minute).
Din secolul  al treilea, metodele chinezești de studiere și scriere a geografiei literare au devenit mult mai complexe decât cele europene mult mai târziu scrise (de prin secolul 13). Geografii chinezi ca Liu An, Pei Xiu, Jia Dan, Shen Kuo, Fan Chengda și Xu Xiake au scris pagini importante.
Perioada evului mediu  a fost de asemenea importantă, cele mai însemnate dezvoltări și de mare impact făcându-se în secolele 16 și 17, atunci când exploratori precum Cristofor Columb, Marco Polo și James Cook  au descoperit multe teritorii noi (Lumea Nouă).
În secolele 18 și 19 geografia a fost recunoscută ca  disciplina academică și a devenit una dintre disciplinele de bază ale curicumurilor universităților. De asemenea în secolul 19 au apărut multe societăți geografice ca  "Société de Géographie" în 1821, "The Royal Geographical Society" în 1830, "Russian Geographical Society" în 1845, "American Geographical Society" în 1851  și "National Geographic Society" în 1888. Influența lui  Immanuel Kant, Alexander von Humboldt, Carl Ritter și Paul Vidal de la Blache poate fi vüzută ca un punct plecare  al geografiei de la filozofie la un subiect academic.
Odată cu modernizarea tehnologiilor, geografia s-a dezvoltat, divizându-se în mai multe categorii, încercând să înțeleagă și să cuprindă totalitatea fenomenelor întâlnite în natură sau produse de activitatea omului.

## Introducere
Geografia ca disciplină poate fi împărțită în două mari ramuri: geografia umană  și geografia fizică. Prima  se concentrează asupra  influenței omului asupra mediului și a spațiului în care locuiește. Cea de a doua studiază mediul natural și cum clima,  vegetația, solurile, apa și formele de relief există sau/și sunt produse. Ca un rezultat al relațiilor dintre geografia fizică și geografia umană  a rezultat o a treia ramură a geografiei, care se numește geografia mediului. Geografia mediului combină geografia fizică cu cea umană studiind  interacțiunile dintre om și mediu.

## Ramuri

### Geografie fizică
Geografia fizică este o Știință a Pământului care se ocupă cu studiul Pământului și a mediului său natural folosind metode fizice și biologice. Ea încearcă să înțeleagă litosfera, hidrosfera, atmosfera, geosfera și flora și fauna pământului (biosfera).
- geomorfologie
- pedologie (studiul solurilor)
- hidrologie
- climatologie și meteorologie
- glaciologie
- biogeografie
- oceanografie

atmosferă -- arhipelag -- continent -- deșert -- insulă -- ocean -- mare -- fluviu -- râu -- pârâu -- ecologie -- climat -- sol

### Geografia matematică
Geografia matematică este o ramură a geografiei ce studiază reprezentare matematică a suprafeței pământului și relația sa cu luna și soarele.
- Geografia astronomică
- Topografie
- Fotogrammetrie
- Cartografie
- Geomatica
- Orografie
- Geostatistică
- Geodezie

### Geografie umană
Geografia umană este o ramură a geografiei ce studiază procesele ce au loc atunci când omul interacționează cu mediul inconjurător. Ea studiază îndeosebi aspectele umane, politice, culturale, sociale și economice.
- geografia populației
- geografia așezărilor umane
- geografia economică
- geografie politică
- geografie istorică
- geografie socială
- geografia culturală
- geografia turismului
- geografia timpului

Țări ale lumii -- țară -- oraș -- ecologie -- toponimie